# Municipio de Shields (Nebraska)
El municipio de Shields (en inglés: Shields Township) es un municipio ubicado en el condado de Holt en el estado estadounidense de Nebraska. En el año 2010 tenía una población de 102 habitantes y una densidad poblacional de 0,55 personas por km².

## Geografía
El municipio de Shields se encuentra ubicado en las coordenadas 42°34′49″N 98°40′5″O / 42.58028, -98.66806. Según la Oficina del Censo de los Estados Unidos, el municipio tiene una superficie total de 186.48 km², de la cual 186,4 km² corresponden a tierra firme y (0,04 %) 0,08 km² es agua.

## Demografía
Según el censo de 2010, había 102 personas residiendo en el municipio de Shields. La densidad de población era de 0,55 hab./km². De los 102 habitantes, el municipio de Shields estaba compuesto por el 98,04 % blancos, el 0,98 % eran asiáticos y el 0,98 % eran de una mezcla de razas. Del total de la población el 3,92 % eran hispanos o latinos de cualquier raza.